# Göbschelwitz

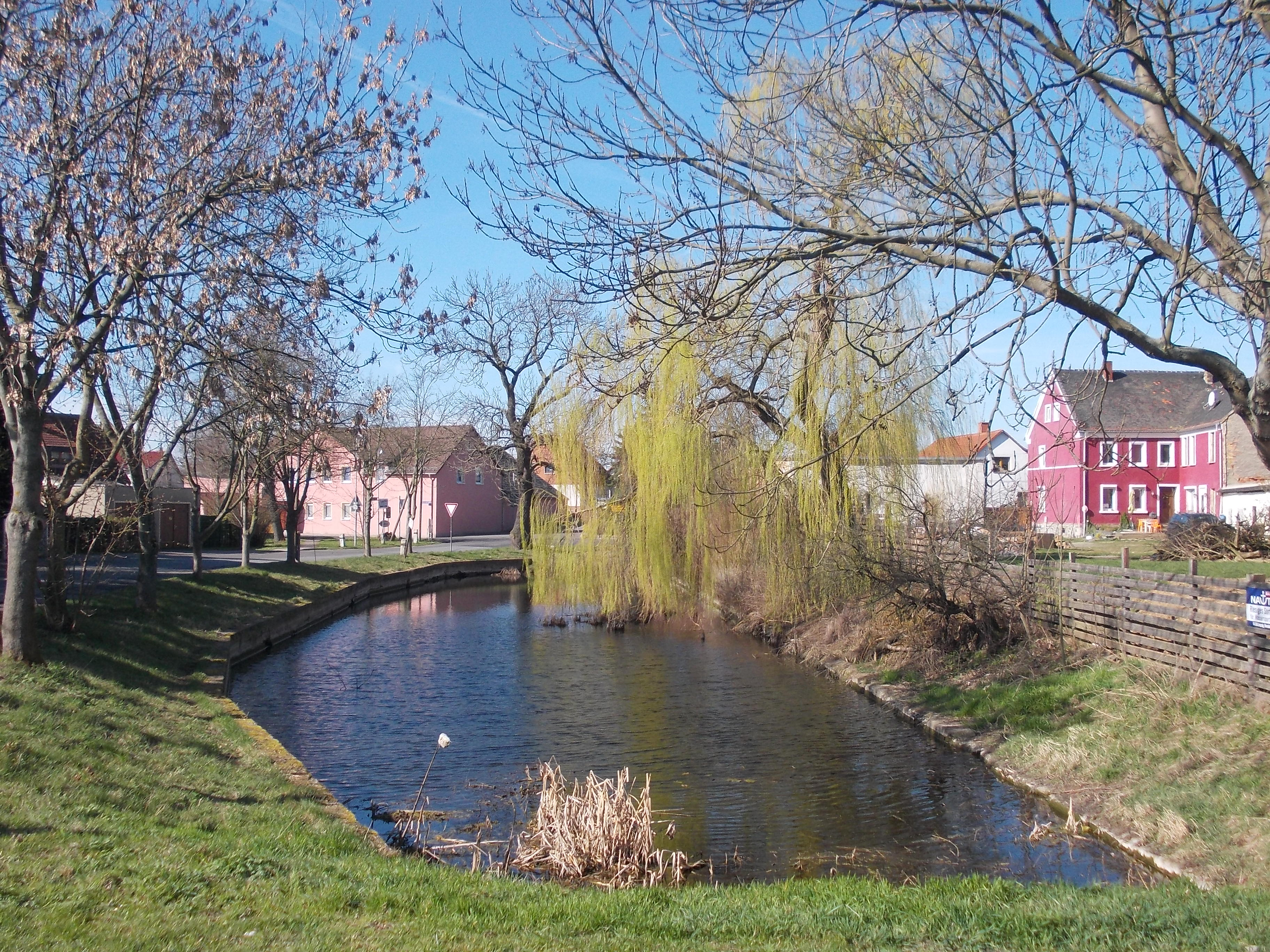
Der Lange Teich am Südrand des Ortes

Göbschelwitz ist eine Gemarkung im Norden von Leipzig und eine ehemals selbstständige Gemeinde. Heute ist der Ort ein Stadtteil von Leipzig und gehört zum Ortsteil Seehausen im Stadtbezirk Nord.

## Lage und Ortscharakteristik
Göbschelwitz ist etwa zehn Kilometer in nordnordöstlicher Richtung vom Leipziger Stadtzentrum entfernt. Seine nördliche Flurgrenze ist zugleich Stadtgrenze. Seine Nachbarn sind im Osten und Süden die Leipziger Stadtteile Hohenheida und Seehausen, im Westen das zu Rackwitz gehörende Podelwitz sowie im Norden Zschölkau, ein Ortsteil von Krostitz.

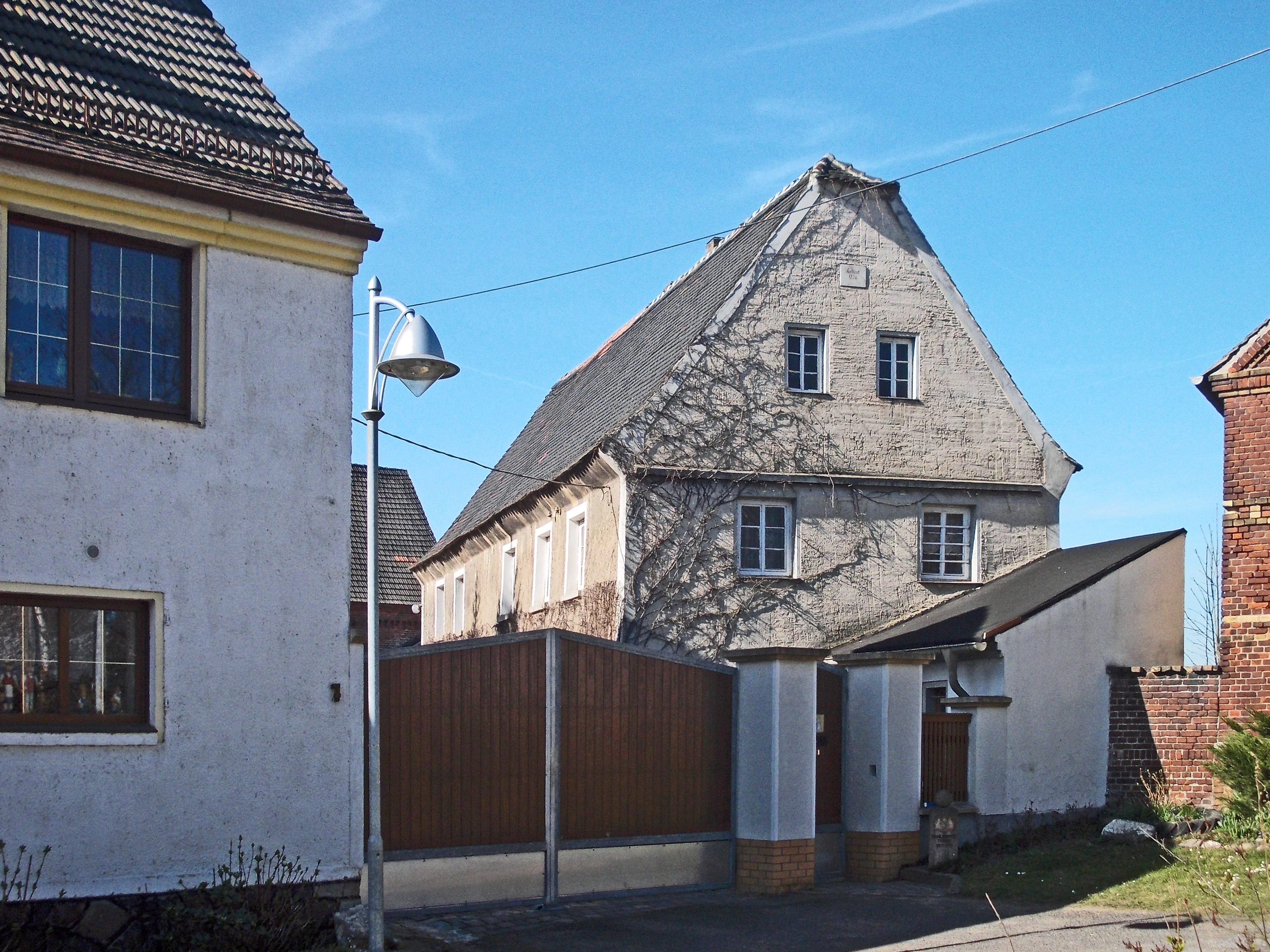
Hof Schulgasse 7
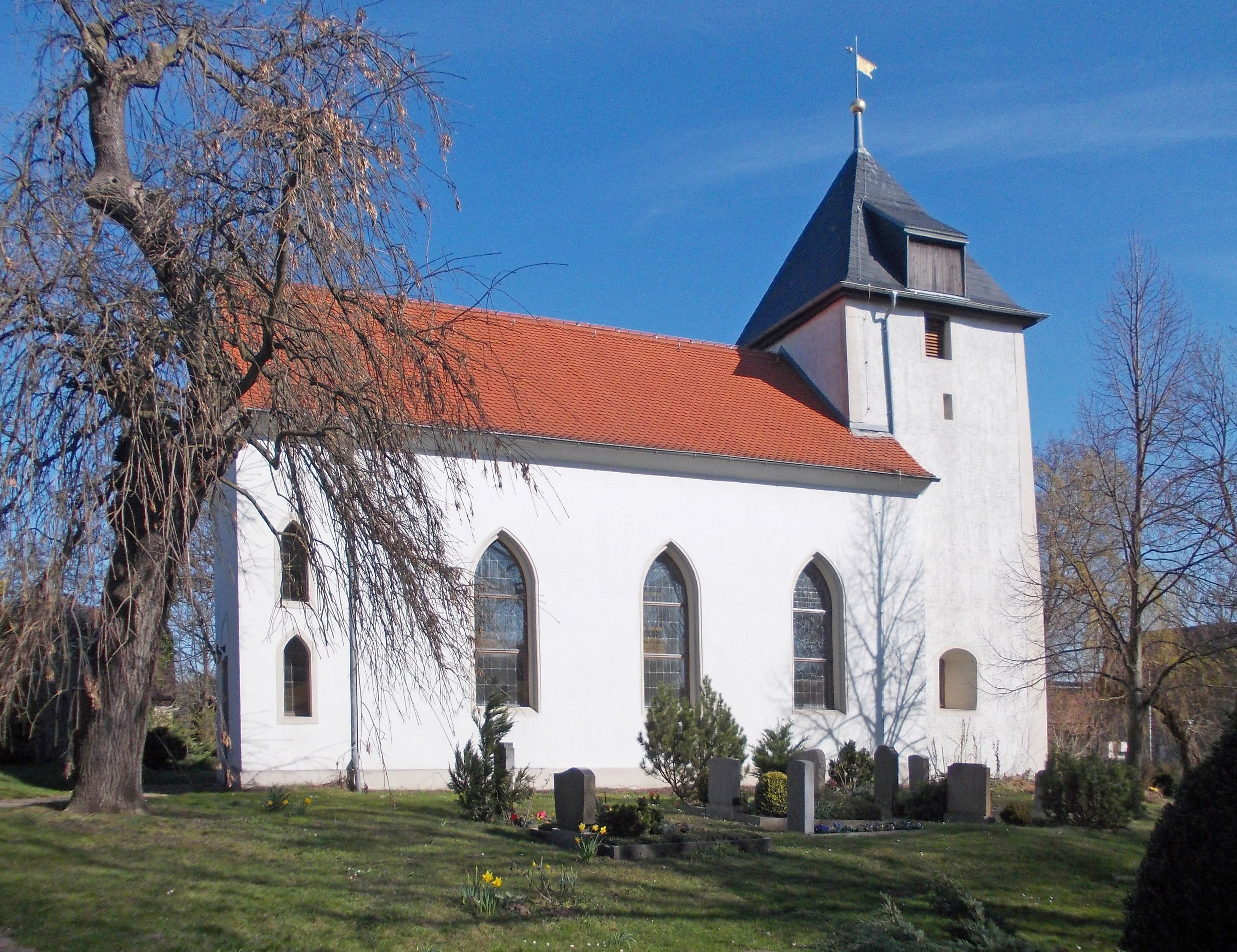
Die Kirche

In südlicher Richtung erreicht man nach jeweils reichlichen drei Kilometern die Autobahn-Anschlussstellen Leipzig-Messegelände und Leipzig-Mitte der A 14. Durch das in reichlich einen Kilometer entfernte BMW-Werk hat sich der Anschluss an die im Westen verlaufende Bundesstraße 2 wesentlich verbessert. Mit den Buslinien 82 und 86 zum S-Bahnhof Messe hat Göbschelwitz Anschluss an das Leipziger ÖPNV-Netz.
Göbschelwitz ist mit drei- und Vierseithöfen dörflich geprägt. Lediglich am Nordostrand besteht das kleine Neubaugebiet An der Loberaue aus Reihenhäusern. In der Ortsmitte wird der Dorfteich von zwei Straßen eingeschlossen. Südlich davon steht auf einer kleinen Anhöhe vom Friedhof umgeben die Kirche des Ortes.

## Geschichte

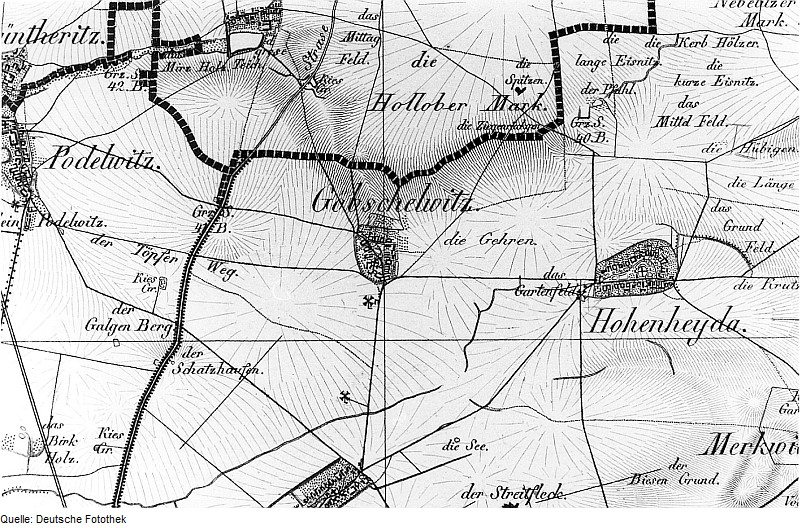
Karte von Göbschelwitz 1836/39

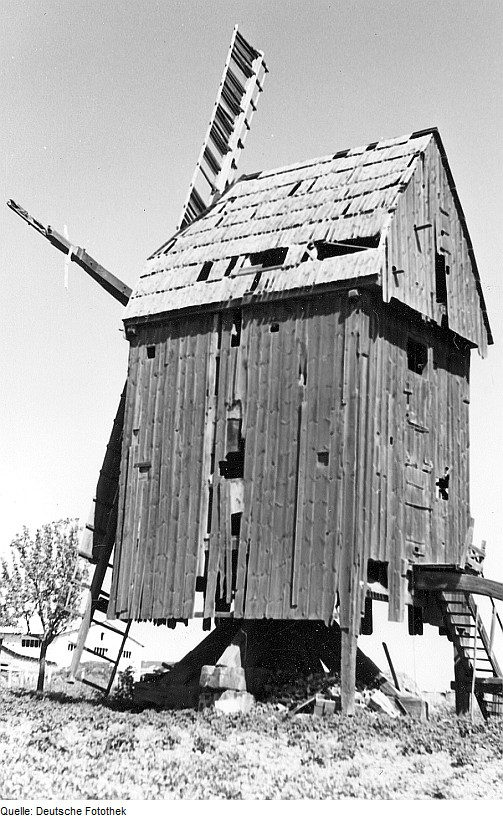
Ehemalige Bockwindmühle

Göbschelwitz geht auf eine slawische Gründung als Rundangerdorf zurück. Im 12. Jahrhundert erfolgte eine deutsche Besiedlung. Die erste urkundliche Erwähnung erfolgte 1417 als Gozliz. Im 16. Jahrhundert war Carl Cäsar von Bose, Rittergutsbesitzer in Seegeritz und Domherr von Merseburg, Grundherr von Göbschelwitz. Kirchlich war Göbschelwitz lange Zeit als Filialkirche nach Podelwitz orientiert. Nördlich von Göbschelwitz lag das Dorf Hollober, nach dessen Wüstfallen – der Zeitpunkt ist nicht genau bekannt – Göbschelwitz seine Bewohner aufnahm. Die Hollober Mark nördlich von Göbschelwitz erinnert an den ehemaligen Ort.
1765 brannten im Siebenjährigen Krieg Dorf und Kirche nieder, und 1813 wurde der Ort von durchziehenden Völkerschlachtstruppen geplündert. 1835 ging die Gerichtsbarkeit vom Rittergut Seegeritz an das Kreisamt Leipzig über. Die im südlichen Teil des Dorfes 1840 errichtete Bockwindmühle wurde 1949 restauriert, ist aber bis auf das Bockgerüst verfallen. Die Kirche, deren Chorturm aus der Romanik stammt, erhielt 1857 ein neues Langhaus. 1952 schuf der Leipziger Maler Max Alfred Brumme ein neues Altarbild und sechs Farbglasfenster.
Im November 1945 wurden zwei Güter enteignet und daraus zehn Neubauernstellen geschaffen. 1952 wurde eine Landwirtschaftliche Produktionsgenossenschaft (LPG) gegründet, 1960 war Göbschelwitz „vollgenossenschaftlich“. 1975 schlossen sich vier Dörfer zu einer LPG Tierproduktion zusammen und errichteten u. a. eine Schweinemastanlage. Die Feldwirtschaft übernahm das Volksgut Plaußig.
Da die Dorfflur in den Jahren 1970–1990 als Vorbehaltsfläche für einen vorgesehenen Braunkohletagebau eingestuft war, mussten in dieser Zeit Neubauten im Dorf unterbleiben, was auch zum Erhalt des dörflichen Charakters beitrug. Nach der Wende 1989/1990 erfolgten Sanierungen an zahlreichen Gebäuden, und im Nordosten entstand 1994/1995 die Reihenhaussiedlung An der Loberaue.
Göbschelwitz gehörte bis 1856 zum kursächsischen bzw. königlich-sächsischen Kreisamt Leipzig. Nachdem durch die Beschlüsse des Wiener Kongresses im Jahr 1815 das nördlich gelegene Amt Delitzsch an Preußen abgetreten wurde, lag Göbschelwitz bis 1952 an der Grenze zum preußischen Kreis Delitzsch der preußischen Provinz Sachsen. Göbschelwitz gehörte seit 1856 zum Gerichtsamt Leipzig II, seit 1875 zur Amtshauptmannschaft Leipzig, ab 1952 zum Kreis Leipzig-Land im Bezirk Leipzig und seit 1994 zum Landkreis Leipziger Land. Die ehemalige Gemeinde wurde 1992 zu Seehausen und mit diesem 1997 nach Leipzig eingemeindet.